# Заблудовский, Изиль Захарович
Изи́ль Заха́рович Заблудо́вский (10 июля 1927, Ленинград — 16 декабря 2010, Санкт-Петербург) — советский и российский актёр театра и кино. Народный артист Российской Федерации (2009).

## Биография
Изиль Заблудовский родился 10 июля 1927 года в семье ленинградских большевиков — инженера-металлурга и общественного работника Захара Богдановича Заблудовского (родом из Белостока) и преподавательницы немецкого языка Цивии Филипповны Гильман (родом из Риги). Назван Изилем (в честь Ленина — Исполняй Заветы Ильича). Родители Изиля познакомились в Ленинградской консерватории.
Брат — Владимир Заблудовский, выпускник Военно-морской школы и Ленинградской консерватории, солист Ленинградского Малого оперного театра.
В 1937 году его отца, секретаря парткома Индустриального института, арестовали и выслали с женой в Казахстан. В 1940 году, после смещения Ежова, ссылка была отменёна. В декабре 1941 года Захар Заблудовский был убит под Колпино при обороне Ленинграда.
После возвращения из Казахстана поступил в хор Исаака Осиповича Дунаевского Ленинградского Дворца пионеров. В 1941 году был эвакуирован из Ленинграда в Башкирскую АССР. В Ленинград вернулся в 1943 году. В 1944 году закончил девять классов мужской 206-й средней школы на углу набережной реки Фонтанки и Щербакова переулка. По совету друга, увидевшего объявление о наборе в студию при БДТ, пошёл учиться в театральную студию. Со 2 сентября 1944 года играл на сцене БДТ имени М. Горького. Молодых актёров сразу же ввели в массовые сцены спектаклей театра, они числились актёрами вспомогательного состава. После окончания театральной студии в 1947 году был зачислен в штат БДТ.
В Большом драматическом театре сыграл более 80-ти ролей. Своими лучшими считал следующие роли: Иов из «Пиквикского клуба», Эгнатос из пьесы греческого драматурга Караса «Борцы», Кукин из «Жанны» А. Галина и Гаэтан из спектакля по пьесе Блока «Роза и Крест». Значимой считал и постановку «Супругов Карениных».
В 2007 году играл в пяти спектаклях БДТ: «Ложь на длинных ногах» Эдуардо Де Филиппо, «Дорогая Памела» Д. Патрика, «Маскарад» М. Ю. Лермонтова (слуга Арбенина), «Чёрная комедия» П. Шеффера, «Станционный смотритель» А. С. Пушкина.
Скончался 16 декабря 2010 года в Санкт-Петербурге. Похоронен на Волковском кладбище.

Могила Заблудовского на Волковском православном кладбище Санкт-Петербурга.

## Семья
Жена — Кира Владимировна Нечай, дочь репрессированных вместе с родителями Изиля Заблудовского.
Андрей Заблудовский — старший сын, окончил ЛИСИ, проработал по профессии несколько лет, играл в бит-квартете «Секрет». После распада «Секрета» продолжил сочинять песни и создал новую группу «Секрет-1999». Художественный руководитель музцентра «Рекорд» в Санкт-Петербурге. Имеет сына.
Сергей Заблудовский — младший сын. Окончил ЛИСИ. В конце 1980-х гг уехал в США и работает по специальности. Имеет двоих детей, старший учится в университете, младшая (1999 г.р.) учится музыке.

### Роли в театре

#### Большой Драматический Театр
- 1948 — «У нас на Земле» О. Ф. Берггольц, Г. П. Макогоненко. Постановка Н. С. Рашевской — Костя Пошехонов
- 1949 — «Тихий океан» И. Л. Прута — Берман
- 1949 — «Слуга двух господ» К. Гольдони — Сильвио
- 1950 — «Разлом» Б. А. Лавренёва — Матрос
- 1951 — «Снегурочка» А. Н. Островского — скоморох
- 1952 — «Яблоневая ветка» В. Добровольского, Я. Смоляка
- 1952 — «Рюи Блаз» В. Гюго — Гудиэль
- 1952 — «Достигаев и другие» М. Горького. Постановка Н. С. Рашевской — Виктор Нестрашный
- 1954 — «Домик на окраине» А. Н. Арбузова — Данила
- 1956 — «Ученик дьявола» Б. Шоу — Кристи
- 1956 — «Преступление Энтони Грэхема» Д. Гордона — Пит
- 1956 — «Обрыв» И. А. Гончарова. Постановка Н. С. Рашевской — кадет
- 1956 — «Шестой этаж» А. Жери. Постановка Г. А. Товстоногова — Роберт
- 1956 — «Когда цветёт акация» Н. Г. Винникова. Постановка Г. А. Товстоногова — Костя Хоменко ь
- 1957 — «Метелица» В. Ф. Пановой — Хемпель
- 1957 — «Когда горит сердце» В. П. Кина. Режиссер: И. П. Владимиров — солдат с винтовкой
- 1957 — «Кремлёвские куранты» Н. Ф. Погодина. Режиссеры: В. Я. Софронов, И. П. Владимиров — Подручный
- 1957 — «В поисках радости» В. С. Розова. Режиссер: И. П. Владимиров — Коля Савин
- 1957 — «Идиот» Ф. М. Достоевского. Постановка Г. А. Товстоногова, режиссёр: Р. А. Сирота — молодой человек
- 1957 — «Дали неоглядные» Н. Е. Вирты. Постановка И. П. Владимирова, Р. А. Сироты — милиционер
- 1958 — «Такая любовь» П. Когоута. Постановка Р. С. Агамирзяна — Вацлав Краль
- 1959 — «Трасса» И. М. Дворецкого. Постановка Г. А. Товстоногова — Лапушкин
- 1960 — «Иркутская история» А. Н. Арбузова. Постановка Г. А. Товстоногова — 2-й парень
- 1960 — «Воспоминание о двух понедельниках» А. Миллера. Постановка Г. А. Товстоногова — Джерри
- 1960 — «Гибель эскадры» А. Е. Корнейчука. Постановка Г. А. Товстоногова — 3-й офицер
- 1961 — «Не склонившие головы» Н. Дугласа, Г. Смита. Постановка Г. А. Товстоногова — Ангус
- 1962 — «Снежная королева» Е. Л. Шварца — разбойник
- 1962 — «Горе от ума» А. С. Грибоедова. Постановка Г. А. Товстоногова, режиссер: Р. С. Агамирзян — господин Д
- 1963 — «Карьера Артуро Уи» Б.Брехта; режиссёр Г. А. Товстоногов — Гринвул, гангстер
- 1964 — «Я, бабушка, Илико и Илларион» Н. В. Думбадзе, Г. Д. Лордкипанидзе. Постановка Р. С. Агамирзяна — пассажир
- 1964 — «Ещё раз про любовь» Э. С. Радзинского; режиссёр Г. А. Товстоногов — Гальперин
- 1966 — «Мещане» М. Горького. Постановка Г. А. Товстоногова, режиссер: Р. А. Сирота — доктор
- 1967 — «Правду! Ничего кроме правды!» Д. Н. Аля. . Постановка Г. А. Товстоногова — Денис
- 1967 — «Традиционный сбор» В. С. Розова — Илья Тараканов, Владимир Машков, Николай Пухов
- 1969 — «Король Генрих IV» У. Шекспира. Постановка Г. А. Товстоногова — Облако
- 1969 — «Два театра» Е. Шанявского — врач
- 1970 — «Беспокойная старость» Л. Н. Рахманова. Постановка Г. А. Товстоногова — доктор
- 1970 — «Защитник Ульянов» Л. А. Виноградова, М. Ф. Ерёмина — Кочкин
- 1970 — «Третья стража» Г. А. Капралова. Постановка Г. А. Товстоногова — Виктор Николаевич
- 1971 — «Тоот, майор и другие» И. Эркеня. Постановка Г. А. Товстоногова — священник
- 1972 — «Ревизор» Н. В. Гоголя. Постановка Г. А. Товстоногова — купец, гость на балу, Коробкин
- 1972 — «Ханума» А. Цагарели. Постановка Г. А. Товстоногова — князь в бане
- 1973 — «Общественное мнение» А. Баранги. . Постановка Г. А. Товстоногова — Брахару
- 1973 — «Мольер» М. А. Булгакова. Постановка С. Ю. Юрского — брат Сила, маркиз де Лессаж
- 1974 — «Борцы» С. Караса — Эгнатис
- 1974 — «Три мешка сорной пшеницы» В. Ф. Тендрякова. . Постановка Г. А. Товстоногова — Устин
- 1975 — «История лошади» Л. Н. Толстого. Постановка Г. А. Товстоногова — Хор
- 1976 — «Дачники» М. Горького. Постановка Г. А. Товстоногова — Г-н Семёнов
- 1977 — «Тихий Дон» М. А. Шолохова. Постановка Г. А. Товстоногова — Штабист
- 1978 — «Пиквикский клуб» Ч. Диккенса. Постановка Г. А. Товстоногова — Иов Троттер
- 1979 — «Наш городок» Т. Уайлдера — Сэм Крегг
- 1980 — «Волки и овцы» А. Н. Островского. Постановка Г. А. Товстоногова — капельмейстер Чугунов
- 1980 — «Роза и Крест» А. А. Блока — Гаэтан
- 1981 — «Перечитывая заново» Ю. Е. Аксёнова. Постановка Г. А. Товстоногова и Ю. Е. Аксенова — Крыленко, Дзержинский
- 1982 — «Амадеус» П. Шеффера. Постановка Г. А. Товстоногова и Ю. Е. Аксенова — Штрак
- 1983 — «Кафедра» В. В. Врублевской — Турин
- 1983 — «Смерть Тарелкина» А. Н. Колкера. Постановка Г. А. Товстоногова — просвещённая личность
- 1984 — «Скорбящие родственники» Б. Нушича — Трифун
- 1986 — «Театр времён Нерона и Сенеки» Э. С. Радзинского. Постановка Г. А. Товстоногова — Сенатор-конь
- 1987 — «Жанна» А. М. Галина — Изольд
- 1989 — «Визит старой дамы» Ф. Дюрренматта — пастор
- 1994 — «Мещанин во дворянстве» Ж.-Б. Мольера — портной
- 1997 — «Вариации феи Драже» А. Д. Кутерницкого — Евдокимов
- 1997 — «Прихоти Марианны» А. де Мюссе — Мальволио
- 1995 — «Макбет» У. Шекспира — врач
- 1999 — «Борис Годунов» А. С. Пушкина — Патер
- 1999 — «Лес» А. Н. Островского — Карп
- 2000 — «Ложь на длинных ногах» Э. Де Филиппо — Роберто
- 2000 — «Перед заходом солнца» Г. Гауптмана — Штейниц
- 2001 — «Дорогая Памела» Дж. Патрика — Доктор
- 2002 — «Костюмер» Р. Харвуда — Джеффри Торнтон
- 2003 — «Маскарад» М. Ю. Лермонтова — слуга Арбенина
- 2006 — «Станционный смотритель» А. С. Пушкина — Самсон Вырин

### Роли в кино
- 1961 — Будни и праздники
- 1965 — На одной планете — Николай Подвойский
- 1965 — Залп «Авроры» — Николай Подвойский
- 1967 — Захудалое королевство — доктор Коклюш
- 1971 — Мещане — доктор
- 1978 — Ханума
- 1978 — Захудалое королевство — доктор Коклюш
- 1979 — Трое в лодке, не считая собаки — унылый джентльмен
- 1979 — Незнакомка
- 1980 — Рафферти — Филипп
- 1983 — Али-Баба и сорок разбойников — разбойник Мухаммед
- 1984 — Иван Павлов. Поиски истины
- 1990 — В полосе прибоя — лжесвидетель
- 1991 — Мой лучший друг — генерал Василий, сын Иосифа
- 1994 — Прохиндиада 2
- 1997 — Царевич Алексей
- 1998 — Прощай, Павел
- 1999 — Улицы разбитых фонарей. Менты 2. — Егор Петрович (серия «Шла Саша по шоссе…»)
- 1999 — В зеркале Венеры
- 2000 — Агент национальной безопасности-2 — Иван Артемьевич (24 серия — «Технология Убийства»)
- 2001 — Убойная сила-2— учитель (4 серия — «След бумеранга»)
- 2002 — Ниро Вульф и Арчи Гудвин — Дональд Хаттен
- 2004 — Улицы разбитых фонарей. Менты 4. — Пётр Васильевич Виноградов (серия «Воронья слободка»)

## Награды и премии
- Медаль Пушкина (13 февраля 2004 года) — за большой вклад в развитие отечественного театрального искусства[1].
- Народный артист Российской Федерации (5 февраля 2009 года) — за большой вклад в развитие отечественного театрального искусства и многолетнюю плодотворную деятельность[2].
- Заслуженный артист Российской Федерации (12 февраля 1994 года) — за заслуги в области театрального искусства[3].
- Лауреат высшей театральной премии Санкт-Петербурга «Золотой софит» (2000)[4] — спецпремия «За творческие достижения и преданность театру» за роль Роберто в спектакле «Ложь на длинных ногах».